# Jack Bergman
Jack Bergman (Shakopee, 2 febbraio 1947) è un politico ed ex generale statunitense, membro della Camera dei Rappresentanti per lo stato del Michigan.

## Biografia
Nato a Shakopee, nel Minnesota, Bergman ha servito come comandante generale nella United States Marine Corps Reserve, la forza di riserva del Corpo dei Marines e come componente dell'aviazione di marina, pilotando velivoli come il Boeing CH-46 Sea Knight, il Bell UH-1 Iroquois e il North American T-28 Trojan.
Nell'agosto 2016 vince le primarie repubblicane per il seggio della Camera dei Rappresentanti del primo distretto del Michigan e nelle elezioni generali dell'8 novembre batte il democratico Lon Johnson con il 55,3% dei voti venendo eletto deputato.